# Neah Bay, Washington
Neah Bay, Washington (енгл. Neah Bay) насељено је место без административног статуса у америчкој савезној држави Вашингтон.

## Демографија
По попису из 2010. године број становника је 865, што је 71 (8,9%) становника више него 2000. године.
| Група             | 2000.       | 2010.       |
| Белци             | 109 (13,7%) | 103 (11,9%) |
| Афроамериканци    | 1 (0,1%)    | 2 (0,2%)    |
| Азијати           | 0 (0,0%)    | 1 (0,1%)    |
| Хиспаноамериканци | 43 (5,4%)   | 63 (7,3%)   |
| Укупно            | 794         | 865         |